# Wenus Kallipygos
Wenus Kallipygos (dosł. „z pięknymi pośladkami”), także Wenus Farnese – rzymska rzeźba marmurowa pochodząca prawdopodobnie z II wieku, uważana za kopię wcześniejszego greckiego oryginału. Obecnie znajduje się w zbiorach Narodowego Muzeum Archeologicznego w Neapolu (nr. inw. 6020). 
Mierząca 1,52 m wysokości rzeźba przedstawia boginię Wenus (Afrodytę), wdziewającą chiton. Bogini spogląda przez prawe ramię, podziwiając swoje nagie pośladki i nogi. Rzeźba została odkryta w XVI wieku w Rzymie, podczas wykopalisk na terenie gdzie w starożytności wznosił się Złoty Dom cesarza Nerona. Głowa i dolna część prawej nogi postaci są nowożytną rekonstrukcją. Jako własność rodziny Farnese pod koniec XVIII wieku rzeźba trafiła do Neapolu, gdzie została odrestaurowana przez Carlo Albaciniego. Obecnie jest częścią zbiorów neapolitańskiego Muzeum Narodowego. W XVII i XVIII wieku, podziwiana przez ówczesnych artystów, doczekała się licznych kopii.
Neapolitańska Wenus Kallipygos uważana jest za kopię wcześniejszej greckiej rzeźby ze świątyni Afrodyty w Syrakuzach, wzmiankowanej przez Atenajosa. Zgodnie z jego świadectwem w mieście tym mieszkały niegdyś dwie siostry, które kłóciły się o to, która z nich ma piękniejsze pośladki. Poproszony o rozsądzenie sporu młodzieniec przyznał zwycięstwo pierwszej z sióstr. Gdy później opowiedział całą historię swojemu bratu, ten postanowił sam zapoznać się z walorami dziewcząt i uznał, że palma pierwszeństwa należy się drugiej siostrze. Ostatecznie siostry poślubiły obydwu braci, a na pamiątkę wydarzenia ufundowały jako wotum dla Afrodyty wspomniany posąg.